# Fife Symington

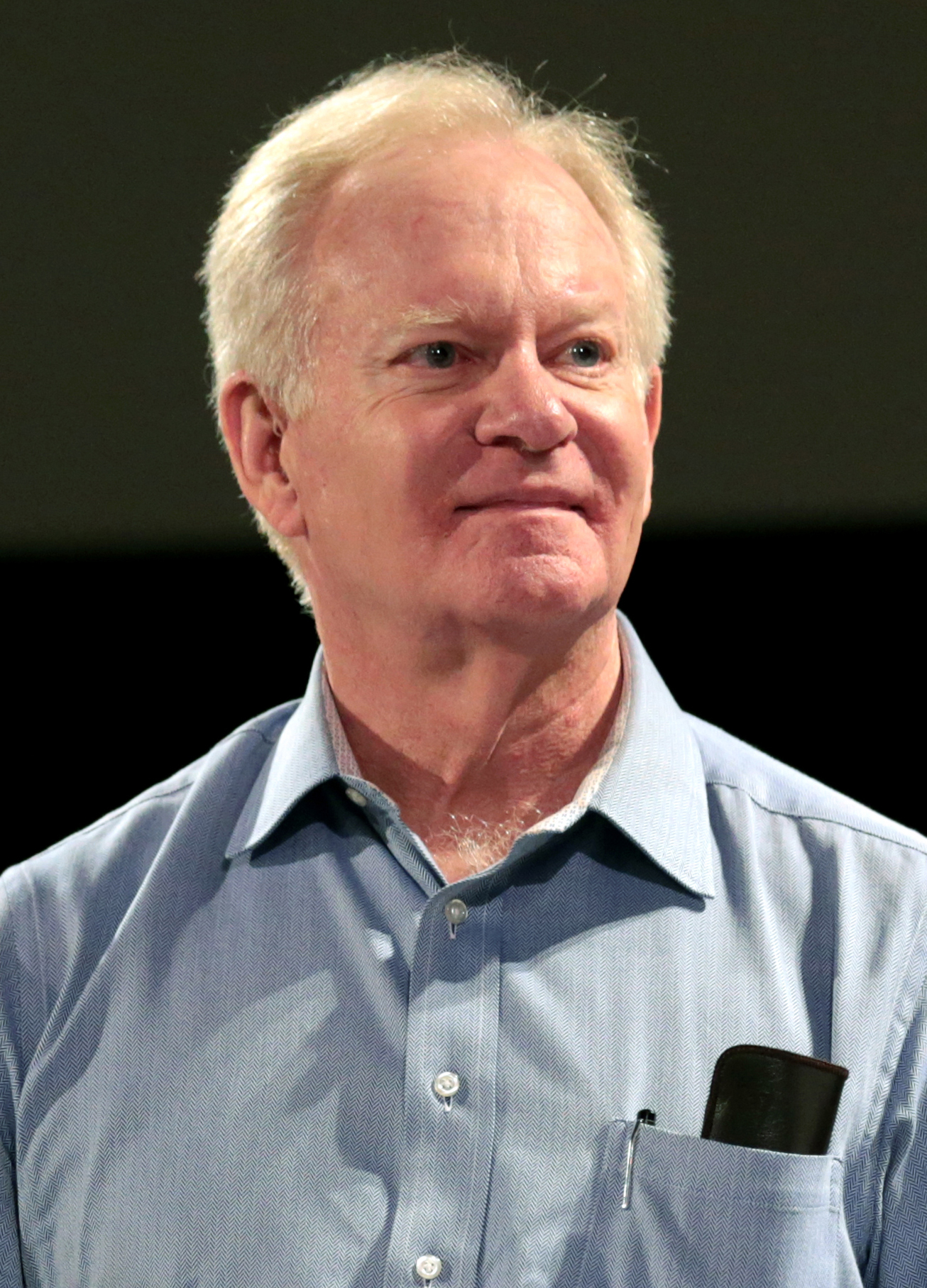
Fife Symington

John Fife Symington III (* 12. August 1945 in New York City) ist ein ehemaliger US-amerikanischer Politiker (Republikanische Partei). Er war von 1991 bis 1997 Gouverneur des Bundesstaates Arizona.

## Frühe Jahre
J. Fife Symington III wuchs, nachdem er in New York City geboren wurde, in Maryland auf. Er machte 1968 seinen Bachelor of Arts in Geisteswissenschaften an der Harvard University. Anschließend trat er in die United States Air Force ein. 1971 erhielt er den Bronze Star für seinen Meritorious Service in Südostasien während des Vietnamkriegs. Im selben Jahr verließ er die Air Force mit dem Dienstgrad eines Captains. In den Vereinigten Staaten gründete er 1976 die Symington Company, ein kommerzielles Industrieunternehmen, von dem er bis Mai 1989 Präsident und CEO war. Zu jener Zeit startete er seinen Gouverneurswahlkampf.

## Gouverneur von Arizona
Symington wurde 1991 zum 19. Gouverneur von Arizona gewählt. Während dieser Zeit kam es zu Steuersenkungen, Einkommenswachstum und steigenden Kapitalinvestitionen. Allerdings wurde er im September 1997 einer Straftat überführt. Er soll in den 1980er Jahren Kreditgeber als Grundstückserschließer betrogen haben. Daraufhin trat er sofort von seinem Amt zurück und wurde zu 30 Monaten in einem Bundesgefängnis verurteilt. Er bekleidete sein Amt als Gouverneur vom 6. März 1991 bis zum 5. September 1997.
Unter ihm begann Arizona wieder mit der Hinrichtung zum Tode verurteilter Häftlinge. Insgesamt wurden acht Häftlinge hingerichtet.
Anzahl der Hinrichtungen pro Jahr:
| Jahr   | 1992 | 1993 | 1995 | 1996 | 1997 |
| Anzahl | 1    | 2    | 1    | 2    | 2    |

## Weiterer Lebenslauf
Während seiner Revision machte Symington eine Lehre als Koch im Gaststättengewerbe. 1999 hob das Bundesberufungsgericht für den neunten Bezirk Symingtons Verurteilung auf. Zwei Jahre später begnadigte ihn Präsident Bill Clinton. Entlastet, gründete Symington seine eigene Kochschule und arbeitet heute als Gebäckchef in einem Restaurant in Phoenix.

## Quelle
- Governors of the American States, Commonwealths and Territories, National Governors’ Association, 1996.